# Gauthier Descloux
Gauthier Descloux (* 23. Juli 1996 in Freiburg im Üechtland) ist ein Schweizer Eishockeytorhüter, der zuletzt bis zum Ende der Saison 2024/25 beim Genève-Servette HC aus der Schweizer National League unter Vertrag gestanden hat.

## Karriere

### Vereine
Descloux, ein Neffe von Antoine Descloux, erhielt seine Eishockey-Grundausbildung zunächst bei Fribourg-Gottéron, dann spielte er in der Jugendabteilung des Lausanne HC sowie in Vallorbe, Villars, Sierre und Visp.
2012 ging er zum Genève-Servette HC und gab in der Saison 2014/15 seinen Einstand in der National League A (NLA). Bis 2016 stand er neben seinen Einsätzen für die Genfer Jugend sowie wenigen Spielminuten in der NLA zeitweilig auf Leihbasis für die Zweitligisten HC Red Ice sowie HC Ajoie im Tor. Mit Ajoie gewann er 2016 den Meistertitel in der National League B.
Im Spieljahr 2016/17 wurde er von Genf zum NLA-Konkurrenten HC Ambrì-Piotta ausgeliehen und kehrte im Dezember 2017 zu Servette zurück. Dort war er bis zum Frühjahr 2025 aktiv.

### Nationalmannschaft
Im Herbst 2018 erhielt er im Vorfeld des Deutschland Cups seine erste Berufung in die A-Nationalmannschaft.

## Erfolge und Auszeichnungen
- 2016 Meister der National League B mit dem HC Ajoie
- 2023 Schweizer Meister mit dem Genève-Servette HC
- 2024 Champions-Hockey-League-Gewinn mit dem Genève-Servette HC

### International
- 2013 Bronzemedaille beim Europäischen Olympischen Winter-Jugendfestival